# Jakob Carl Junior
Jakob Carl Junior (* 1859; † 1946) war ein Frankfurter Bauunternehmer, Bauherr und Stifter eines Erholungsheimes für Frankfurter Kinder in Vielbach (Westerwald).
Heute noch sind Teile seines Immobilienbesitzes  im Eigentum der Familie Junior und werden von ihnen verwaltet.

## Aktivitäten als Bauherr
- Geschäftshaus ENGLISCHER HOF von 1903 ursprünglich als Hotelbau des Frankfurter Bauunternehmers Jakob Carl (J.C.) Junior nach Entwürfen des Architekten Wilhelm Müller der Ältere 1903 erbaut. Bei dieser Eckbebauung Am Hauptbahnhof 10 / Ecke Kaiserstraße 76 waren die Steinfassaden plastisch im Stil des Neobarocks gegliedert mit entsprechenden Mansarddächern und imposanter Eckkuppel. Allegorische Portalskulpturen rahmten ein nobles Treppenhaus ein[1]. Dieser Hotelbau ersetzte das niedergelegte alte Hotel Englischer Hof (Hotel d'Angleterre) am Roßmarkt 15, das 1797 der Französische Architekt Salins de Montfort für den damaligen Bauherrn Friedrich Lippert erbaute und sich um 1900 ebenfalls im Eigentum des Bauherrn befand. Dieser Neubau hatte wegen seiner optimalen Lage direkt gegenüber dem neuen Frankfurter Hauptbahnhof und seiner neuen Haustechnik einen sichtbaren Standortvorteil. Die Auswirkungen des Ersten Weltkriegs machten 1933 die Schließung des Hotelbetriebes und einen Umbau zum Büro/Geschäftshaus durch den Architekten Willi Beer notwendig. Das Gebäude brannte im Zweiten Weltkrieg aus, wurde danach wieder saniert, allerdings mit geändertem stilfremden Dachausbau. Das Haus ist noch immer im Eigentum der Familie des Bauherrn.
- Geschäftshaus MERKURBAU von 1908 nach Entwürfen des Architekten Wilhelm Müller des Älteren mit neoklassizistischen Steinfronten, Mansarddächern, Giebeln und ausgeprägter Eckkuppel erbaut. Das Portal rahmten allegorische Skulpturen ein.[2] Diese Eckbebauung Am Hauptbahnhof 12 / Ecke Taunusstraße 49 wurde zum Nachbargebäude des Geschäftshauses ENGLISCHER HOF. Wegen der Nähe zum Frankfurter Hauptbahnhof benannte man das Haus verkaufsfördernd nach Merkur, nach dem römischen Gott der Händler Mercurius. Das Gebäude brannte im Zweiten Weltkrieg aus, wurde danach wieder saniert, allerdings mit geändertem stilfremden Dachausbau. Zeitweise installierte die US-Army im Erdgeschoß ihr Headquarters Command-Chaplain´s Service Center[3], danach war hier u. a. im Erdgeschoß das Stadtbüro der amerikanischen Fluggesellschaft PANAM. Das Haus ist noch immer im Eigentum der Familie des Bauherrn.
- Geschäftshaus Dreikaiserbau Kaiserstraße 3–5 von 1893 nach Plänen des Architekten Eugen Greiß (1856–1925). Prämierter Entwurf. Neobarocker Baustil mit heller Steinfassade geprägt durch rote Kolossalsäulen mit allegorischen Statuen nach Entwurf von J. Keller. Teil einer insgesamt symmetrisch konzipierten Baugruppe, wobei das Haus Kaiserstraße 5a eine Achse schmaler ist. Durch die Bombentreffer im Zweiten Weltkrieg wurde die ehemals reiche Bauplastik sowie das zentral überkuppelte Mansarddach verändert saniert.
- Geschäftshaus Roßmarkt 15/15a der Neoklassizismus nach Entwurf von Josef Rindsfüßer & Martin Kühn von 1903. Steinfassade mit Kolossalsäulen, noblem Dekor, originalen Balkongittern. Kolossalsäulen reichen hier über mehrere Stockwerke eines Gebäudes und sind Bestandteil der sog. Kolossalordnung. Diese kennzeichnet eine aus Säulen bestehenden Fassadengliederung, die unmittelbar vor einer mehrstöckigen Gebäudefront stehen. Architektonisch ist die Kolossalordnung ist für palastartige Bauten des Palladianismus und des Barock charakteristisch. Das Gebäude Roßmarkt 15/15a brannte im Zweiten Weltkrieg aus und wurde danach nur teilweise nach Originalplänen wiederaufgebaut, besonders bemerkbar am Dachausbau. Vormals stand hier von 1797 bis 1903 das berühmte Gasthaus / Hotel Englischer Hof (Hotel d'Angleterre), das der französische Architekt Salins de Montfort für den Gastwirt Friedrich Lippert erbaute. Berühmte Gäste waren u. a. Arthur Schopenhauer und Bismarck. Das Gasthaus / Hotel Englischer Hof (Hotel d'Angleterre) wurde vom letzten Eigentümer Bauunternehmer Carl C. Junior  (auch Jakob Carl Junior genannt) (1859–1946) abgerissen und durch dieses Geschäftshaus ersetzt. 1903 ließ derselbe Bauunternehmer Carl C. Junior dann einen Hotelneubau namens Englischer Hof Am Hauptbahnhof 10 / Ecke Kaiserstraße nach Entwürfen des Architekten Wilhelm Müller der Ältere neu errichten. Das Gebäude Roßmarkt 15/15a ist noch heute im Immobilienbestand der Familie Junior.
- Geschäftshaus Kaiserstraße 61 Ecke Elbestraße 21 von 1895 nach Entwürfen des Architekten Eugen Greiß mit durchgestalteten Steinfassaden in Stilformen aus Renaissance und Barock
- Geschäftshaus Kaiserstraße 67 von 1895 nach Entwürfen des Architekten Eugen Greiß mit neobarocker Fassade aus gelblichem Sandstein
- Geschäftshaus Kaiserstraße 72 von 1903 nach Entwürfen des Architekten Wilhelm Müller der Ältere mit neobarocker Giebelfront aus hellem Sandstein
- Geschäftshaus Kaiserstraße 74 von 1903 nach Entwürfen des Architekten Wilhelm Müller der Ältere mit neobarocker Giebelfront aus hellem Sandstein
- Geschäftshaus  Junior-Haus, Kaiserstraße 19 von 1951 nach Entwürfen des Architekten Wilhelm Berentzen (1898–1984) mit verglaster Treppenrotunde im Winkel symmetrischer Bürotrakte. Das Gebäude gilt als Architektur-Ikone der 50er Jahre. Berühmter Bauauftrag der Frankfurter Firma J.C. Junior, Bauherr war der Sohn von Jakob Carl Junior, Karl Junior. Bereits 1890 kaufte Jakob Carl Junior die vormalige Liegenschaft und ließ dort ein Café betreiben. Dieser Vorgängerbau wurde während des Zweiten Weltkriegs 1944 durch Fliegerbomben zerstört. Jahrzehntelang war im Erdgeschoss eine Verkaufsfiliale von Daimler-Benz. Nach deren Auszug zog die Badische Beamtenbank als Mieter ein.

## Stiftung
Junior und seine Ehefrau Wilhelmine Maria Hartmann legten am 7. Juni 1914 den Grundstein für ein Erholungsheim für Töchter aus bürgerlichen aber ärmeren Frankfurter Familien. Das Hauptgebäude liegt am Rande der  Gemeinde Vielbach und ist in eine parkähnliche Anlage eingebettet. Um das historische Hauptgebäude wurden im Laufe der Jahre weitere Gebäude errichtet. Das von der Stadt Frankfurt bis 1974 betriebene J. C. Junior'sche Kinderkurheim ermöglichte  Frankfurter Kindern sich im gesunden Westerwälder Klima zu erholen. 1977 wurde dann die Einrichtung einer Gesellschaft der Stadt Frankfurt, dem Frankfurter Verein übergeben. Der 1910 gegründete heutige „Frankfurter Verein für soziale Heimstätten e. V.“ hat sich die Betreuung behinderter und sozial randständiger Menschen zur Aufgabe gemacht. Zu seinen Einrichtungen gehören neben der Fachklinik in Vielbach Wohnheime, Werkshilfen und ambulante Dienste in Frankfurt und Umgebung. In Vielbach baute der Verein ein Fachkrankenhaus für Alkoholkranke auf. Dort werden – einmalig in Deutschland – ausschließlich obdachlose, alkoholkranke Männer therapiert.
In Anerkennung seiner Verdienste, insbesondere der Stiftung eines Erholungsheimes für Frankfurter Kinder in Vielbach (Westerwald) benannte die Stadt Frankfurt am Main eine Straße in Frankfurt-Ostend nach dem Frankfurter Bauunternehmer in Jakob-Carl-Junior-Straße.

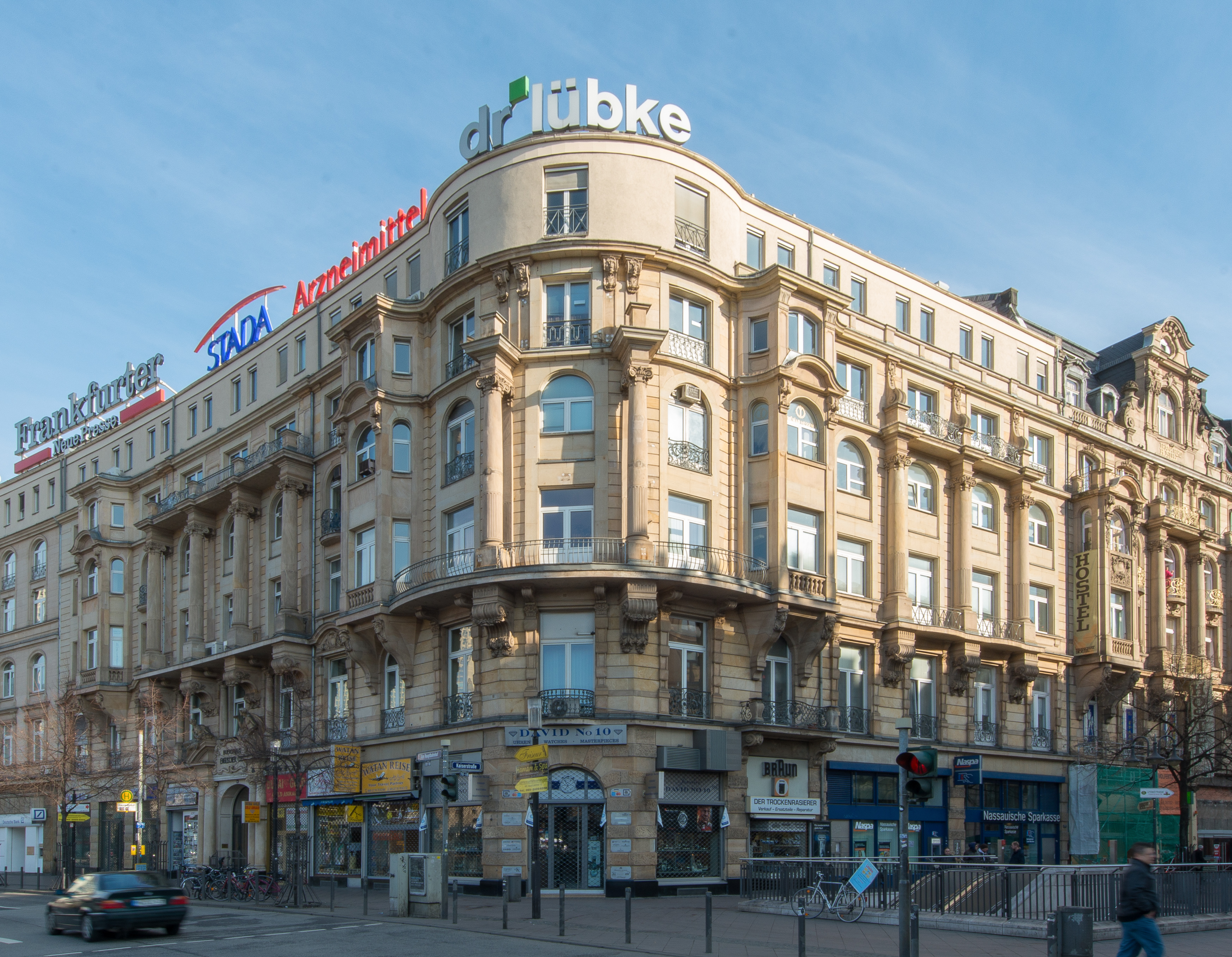
Frankfurt, Am Hauptbahnhof 10
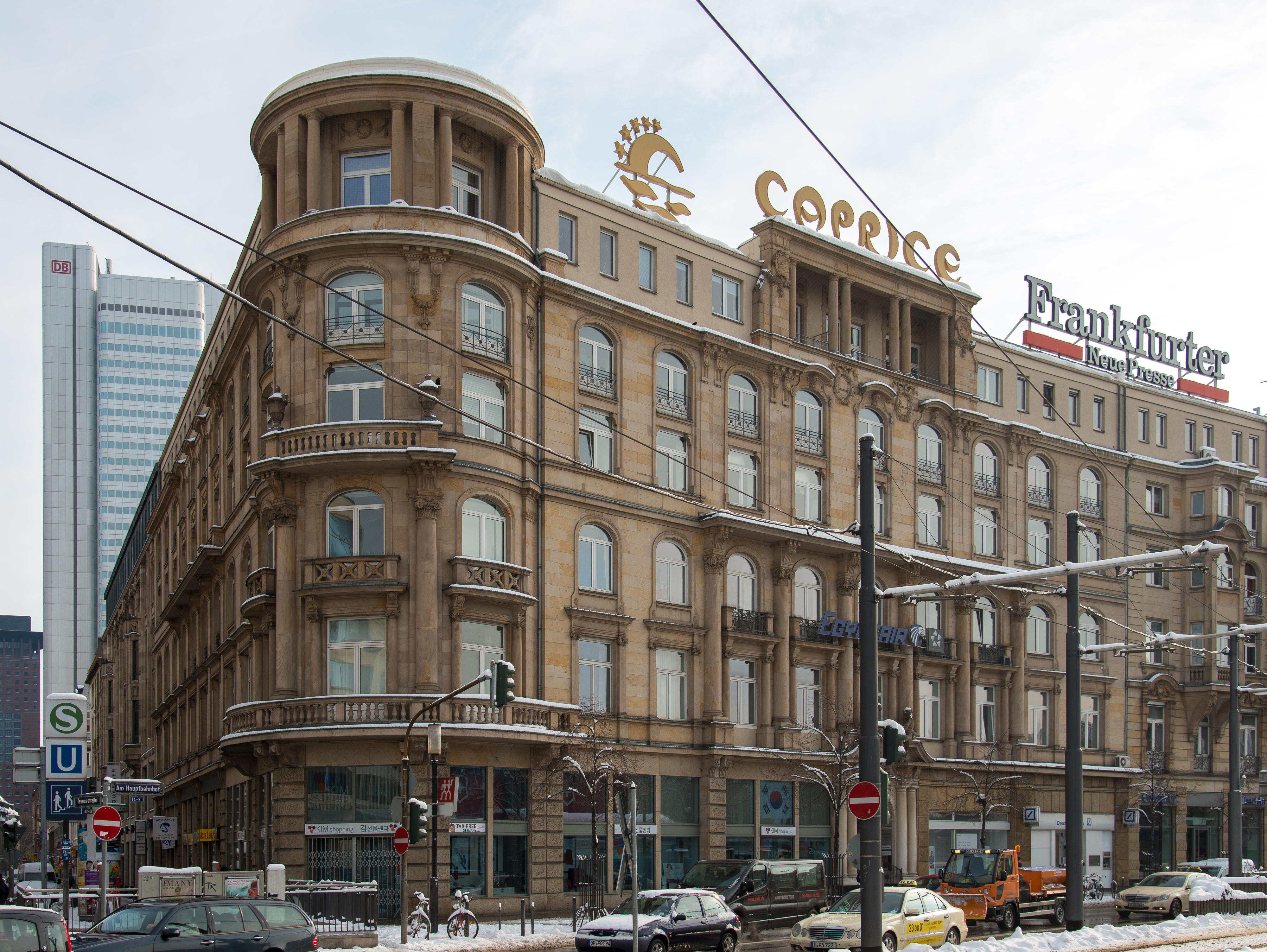
Frankfurt, Am Hauptbahnhof 12
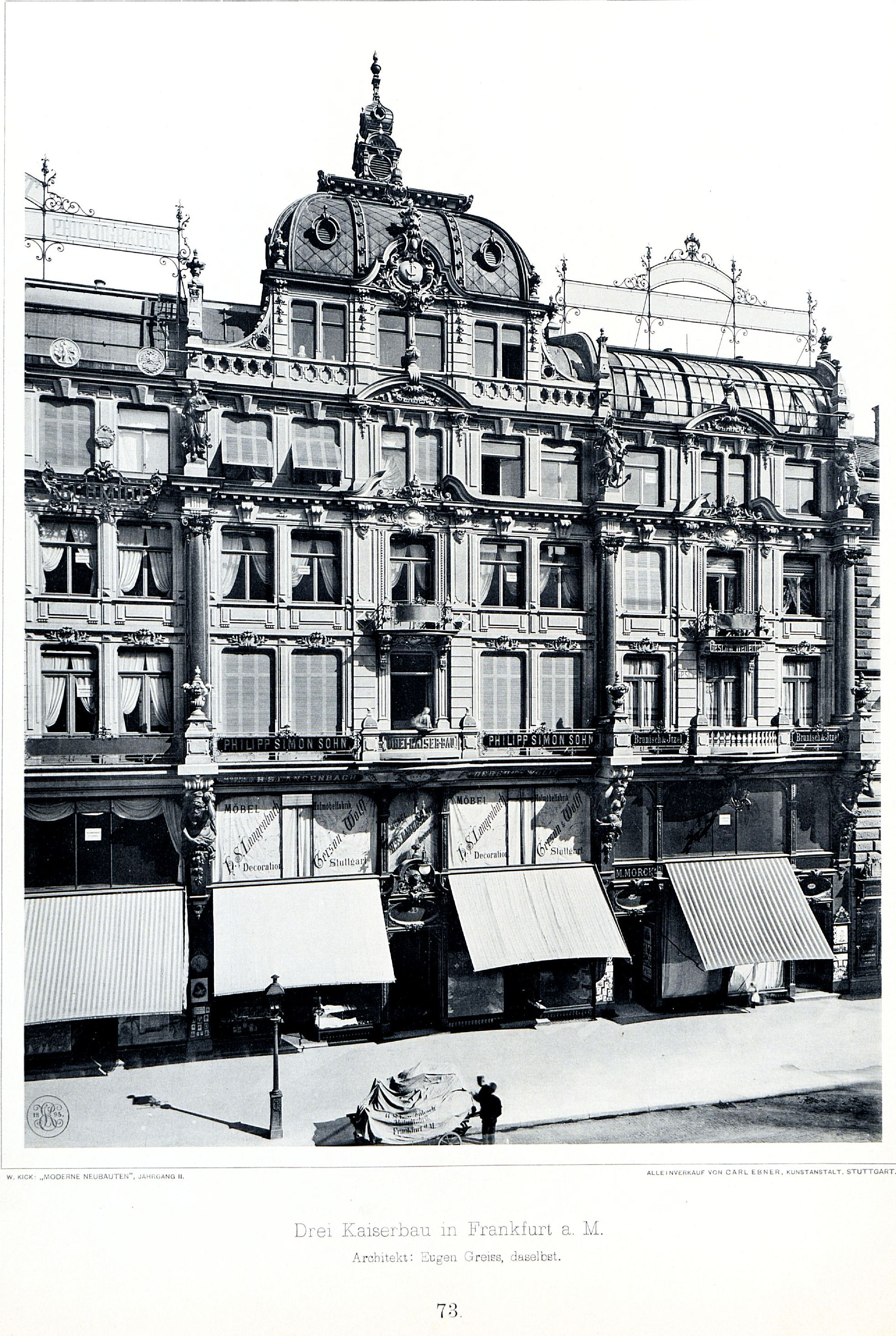
Frankfurt, Drei-Kaiser-Bau, Kaiserstr. 3–5
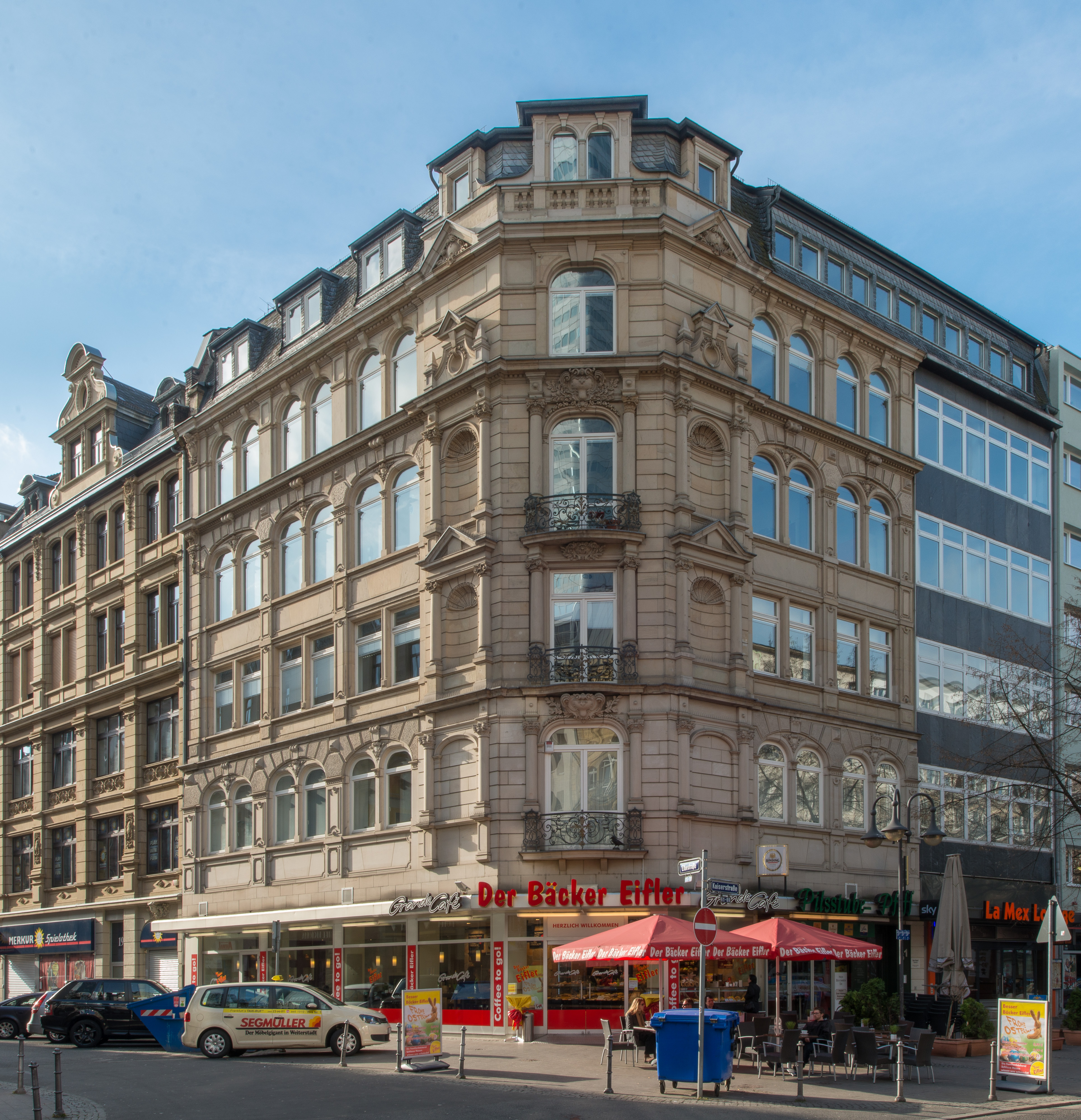
Frankfurt, Kaiserstr. 61
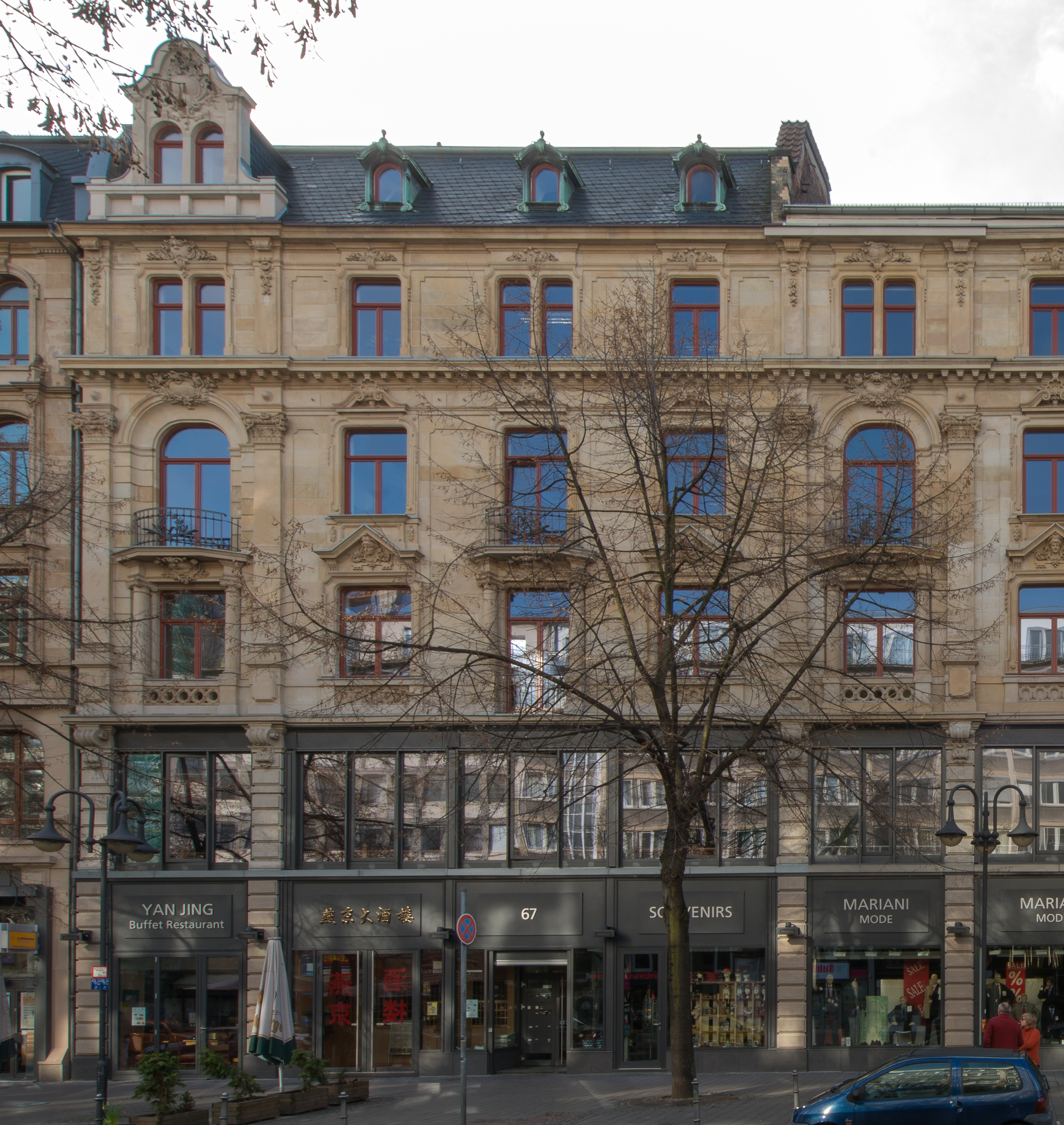
Frankfurt, Kaiserstr. 67
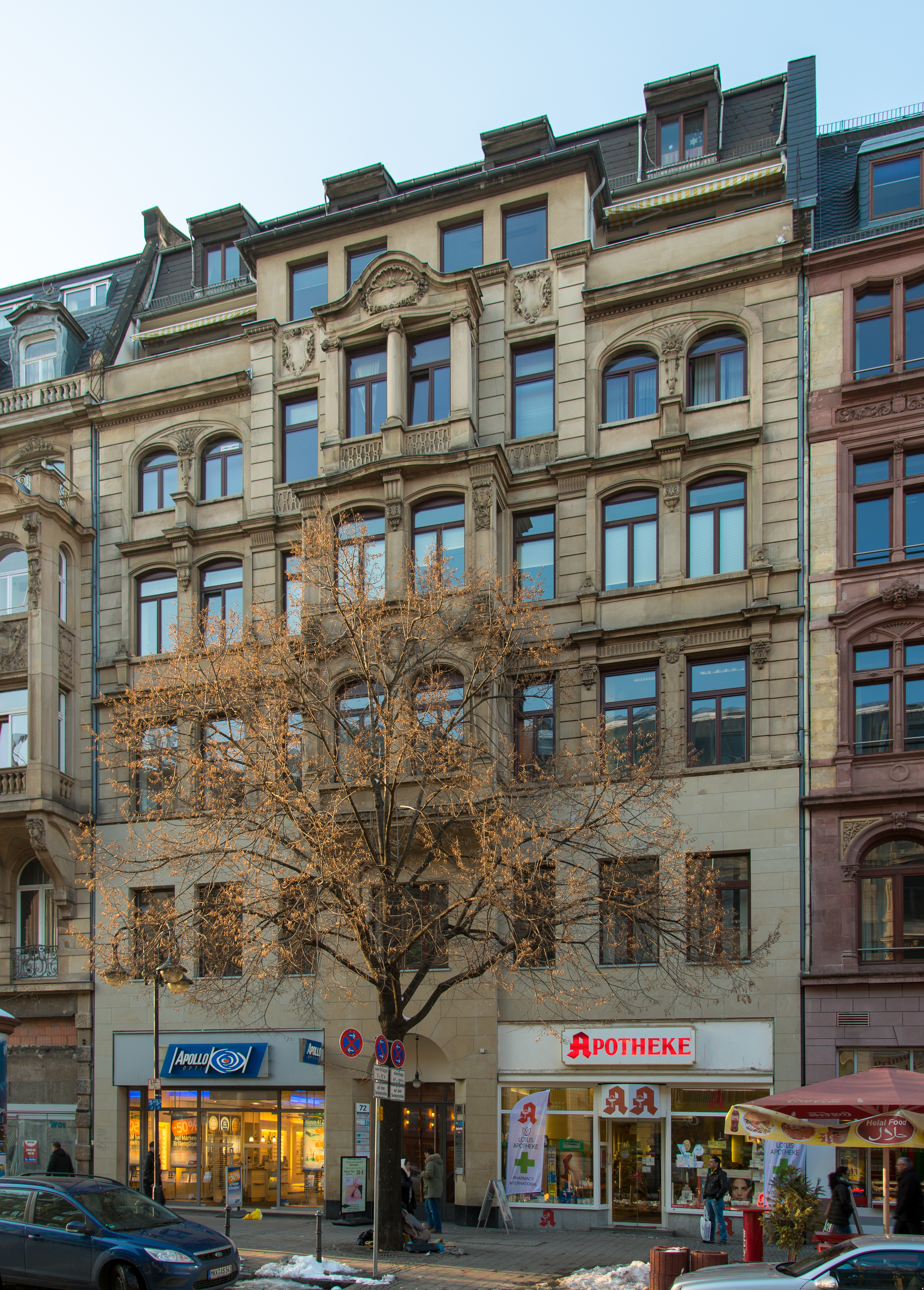
Frankfurt, Kaiserstr. 72
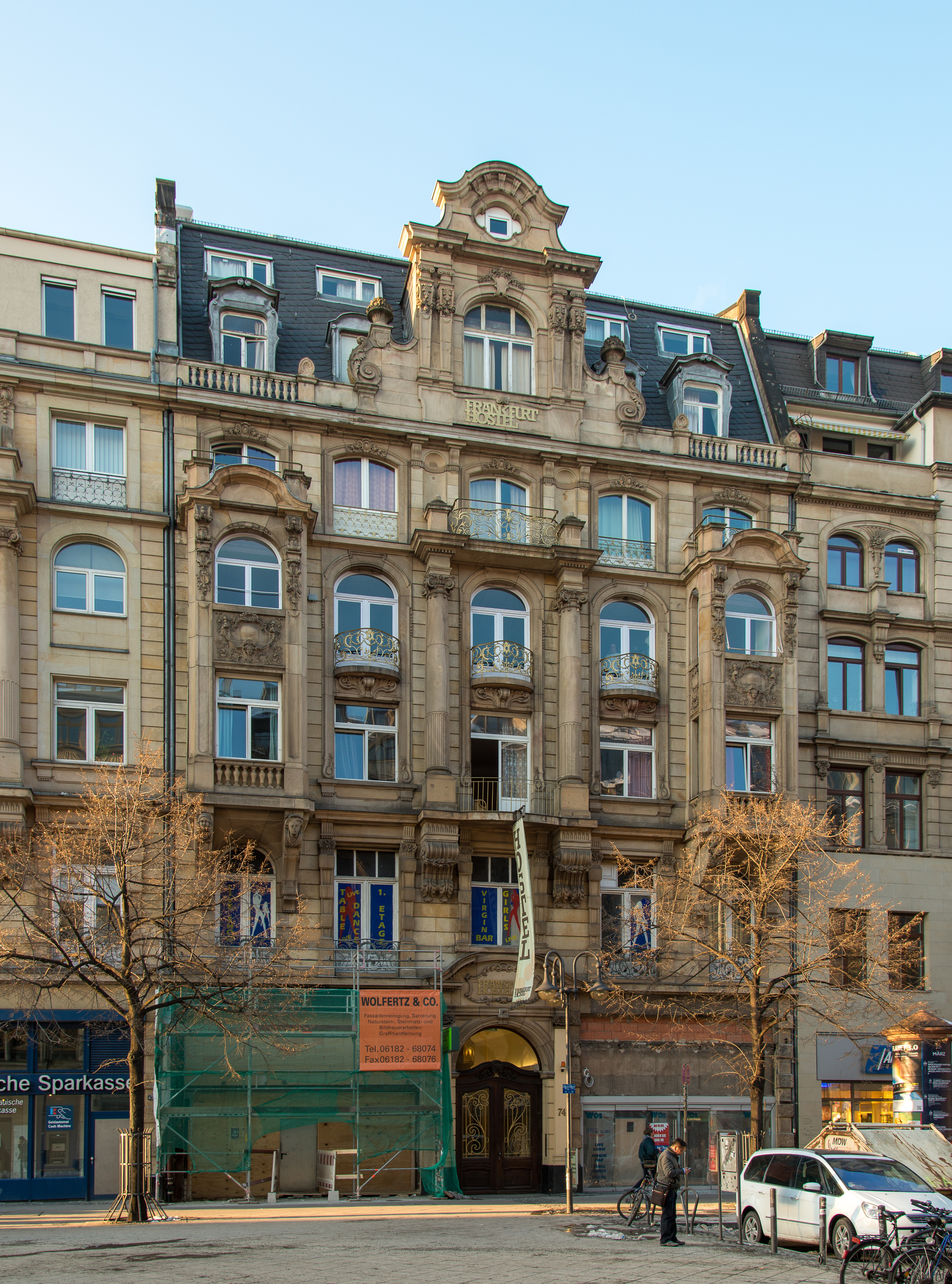
Frankfurt, Kaiserstr. 74
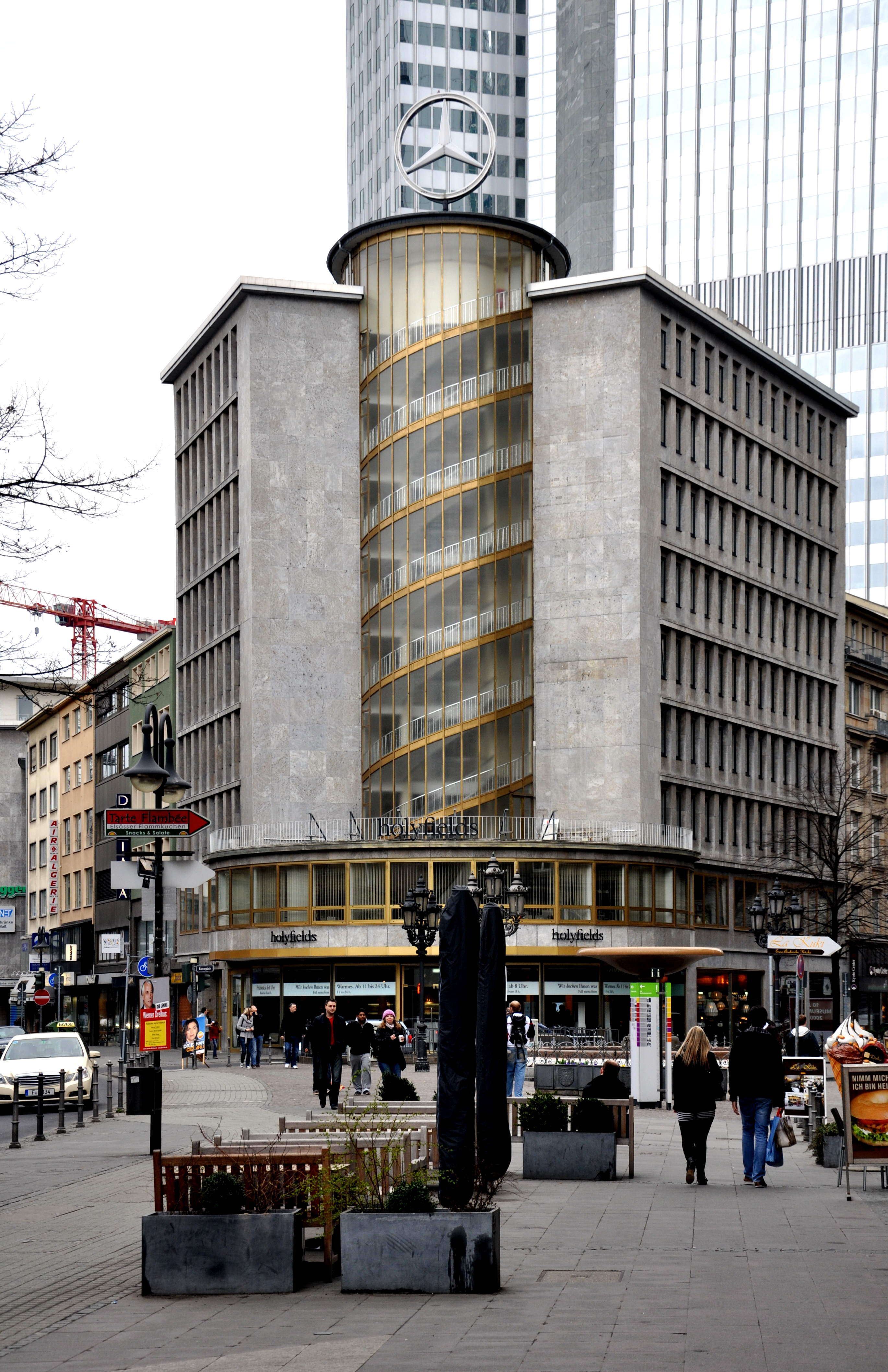
Junior-Haus, Kaiserstraße 19
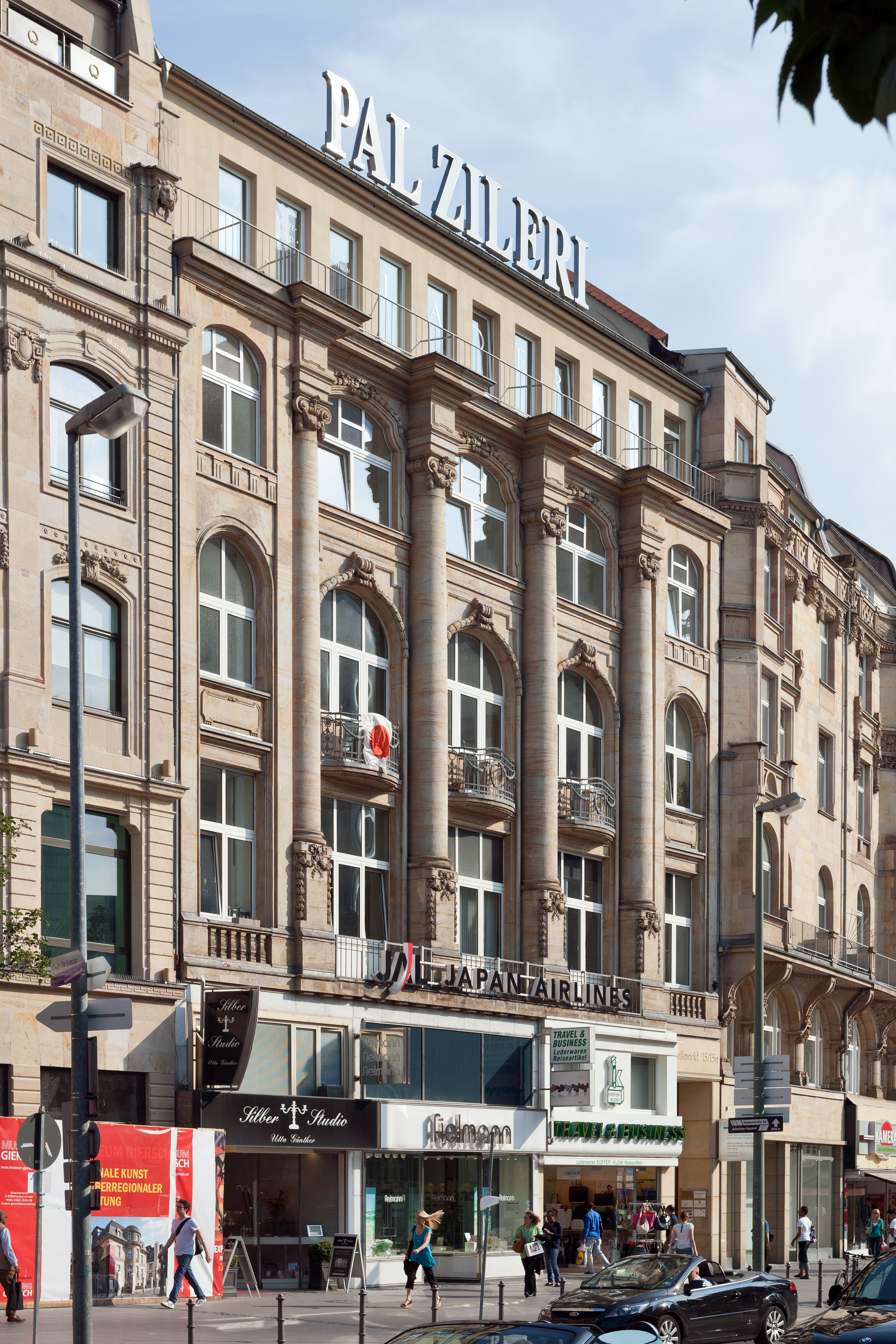
Frankfurt, Roßmarkt 15–15a
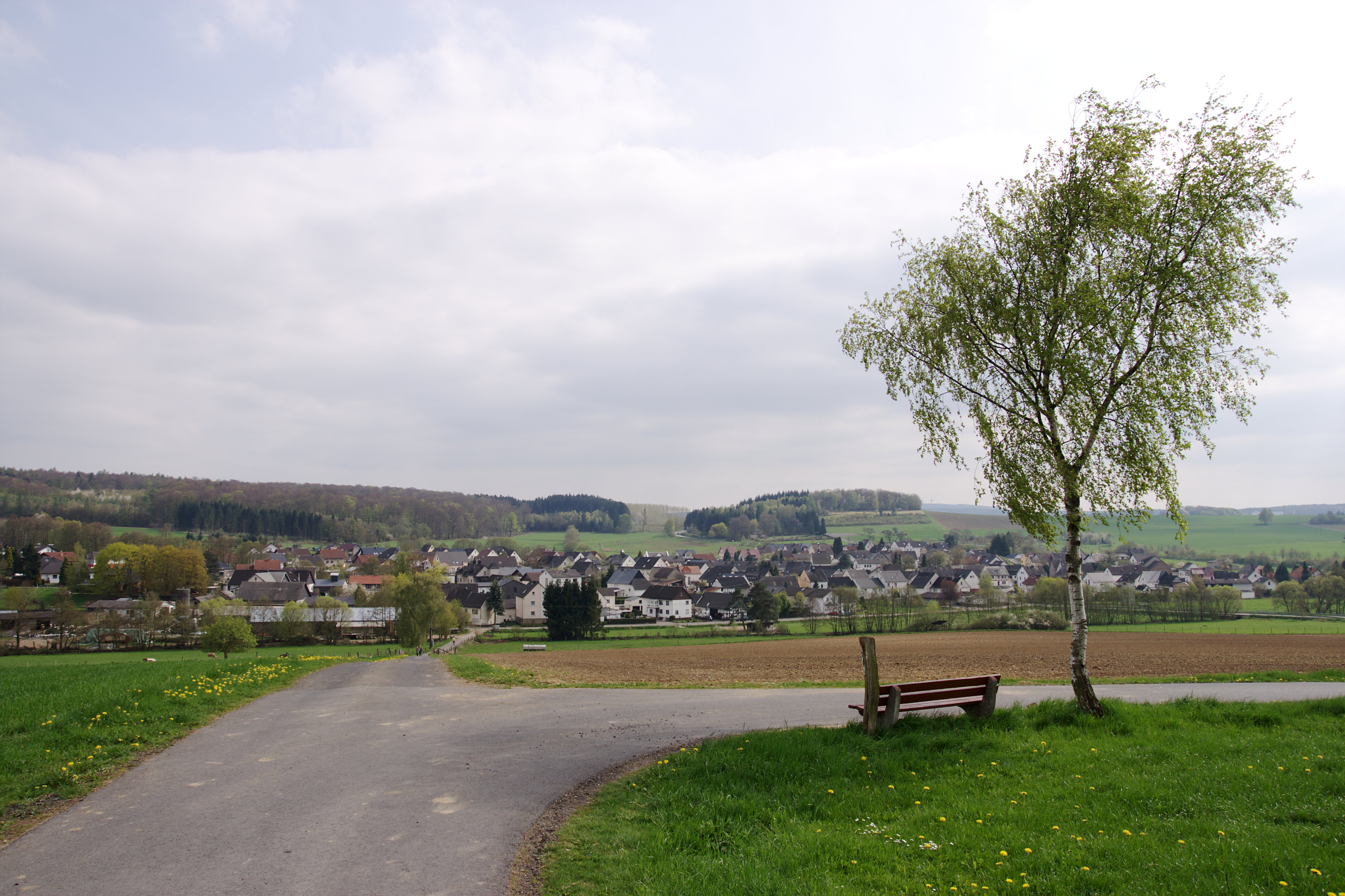
Vielbach (Westerwald) Stiftungsinitiative des Ehepaares Junior